# Escuela de Copenhague o Glosemática
También conocida como Círculo lingüístico de Copenhague, es una de las escuelas lingüísticas europeas del siglo XX, que con Louis Hjelmslev a la vanguardia llevó al extremo los planteamientos de Ferdinand de Saussure y la Escuela de Ginebra. 
Introducen la lógica y la matemática para el estudio de invariantes en el lenguaje, con un enfoque deductivo y formal.
Representantes de esta escuela son Louis Hjelmslev, J. Uldall. y Viggo Brondal.
En 1935 Hjemslev y Uldall elaboraron la doctrina de la glosemática, que es una teoría combinatoria de glosemas o rasgos fonológicos y semánticos no analizables lingüísticamente. Este es un estudio de lo estrictamente lingüístico, es decir en el lenguaje, sin el aspecto psicológico (a diferencia de Saussure).
Alarcos Lorach ha resumido así el concepto fundamental de esta escuela: "La lengua es un sistema de signos que es la asociación de una expresión (significante) con un contenido (significado)". Si aceptamos esta afirmación, en cada lengua hay dos planos: el de la expresión y el del contenido.
La glosemática distingue entre la sustancia y la forma de ambos planos. En el plano de la expresión, la sustancia es el conjunto de todos los sonidos posibles. Y la forma está formada por todos los sonidos funcionales o insertos en correlaciones fonológicas distintivas. En el plano del contenido, la sustancia es todo lo que pueda pensarse y la forma es la codificación semántica de la realidad.
Para la glosemática el plano del contenido es el llamado plano pleremático, que contiene los pleremas y los morfemas. Y el plano de la expresión es el llamado cenemático, cuyos cosntituyentes son los cenemas y los prosodemas.
Su objetivo es reducir el número ilimitado de variantes en el uso, en ambos planos, a un número limitado de invariantes y estudiar lo común y lo constante que subyace al flujo de variantes del uso.